# Épisodes de Backstrom
Cet article présente le guide des épisodes de la série télévisée américaine Backstrom.

## Généralités
- Aux États-Unis, la saison est diffusée depuis le 22 janvier 2015 sur le réseau Fox.
- Au Canada, elle est diffusée le même jour sur Citytv.

## Distribution

### Acteurs principaux
- Rainn Wilson : Détective Everett Backstrom
- Genevieve Angelson (en) : Détective Nicole Gravely
- Dennis Haysbert : Detective John Almond
- Kristoffer Polaha : Sergent Peter Niedermayer
- Page Kennedy : Officier Frank Moto
- Beatrice Rosen : Nadia Paquet
- Thomas Dekker : Gregory Valentine

### Acteurs récurrents
- Inga Cadranel : Anna Cervantes, chef de police
- Sarah Chalke : Amy Gazanian, ex-fiancée de Backstrom
- Rizwan Manji (en) : Dr Deb Chaman
- Tiffany Hines : Cassandra
- Ben Hollingsworth : Steve Kines

## Épisodes

### Épisode 1:Façon Backstrom
- États-Unis /  Canada : 22 janvier 2015 sur FOX[1] / Citytv
- Belgique : 16 septembre 2018 sur RTL-TVI

- États-Unis : 7,98 millions de téléspectateurs[2] (première diffusion)

- Inga Cadranel (Chief Anna Cervantes)
- Rizwan Manji (Dr Deb Chaman)
- Evan Jones (Gene Visser)
- Tiffany Hines (Cassandra)
- Jarod Joseph (Charles Turner)
- Keenan Tracey (Toby Percival)
- Kyle Secor (Senator Tobias Percival)
- Gerard Plunkett (Leyland Eaton)
- Samantha Ferris (Rebecca Forrester)

### Épisode 2:Bella
- États-Unis /  Canada : 29 janvier 2015 sur FOX / Citytv
- Belgique : 23 septembre 2018 sur RTL-TVI

- États-Unis : 5,32 millions de téléspectateurs[3] (première diffusion)

- Eddie McClintock (Sam D'Agostino)
- Matt Battaglia (Nick D'Agostino)
- David Carzell (Larry Dabkey)
- Angelique Cabral (Samantha Orland)
- Elysia Rotaru (Melinda Norburg)
- Kurt Ostlund (Martin Phinney)
- Alison Araya (Danielle Black)
- Marco Soriano (Robert Hodstetter)

### Épisode 3:Sectaire, moi?
- États-Unis /  Canada : 5 février 2015 sur FOX / Citytv
- Belgique : 30 septembre 2018 sur RTL-TVI

- États-Unis : 3,64 millions de téléspectateurs[4] (première diffusion)

- Inga Cadranel (Chief Anna Cervantes)
- Sarah Chalke (Amy Gazanian)
- Rizwan Manji (Dr Deb Chaman)
- Evan Jones (Gene Visser)
- Pat Healy (Leon Mundy)
- Matt Mazur (Craig Lasalle)
- Sterling Bauman (Ryan Durst)
- Danyella Angel (Emma Germain)
- Karin Konoval (Louise Hanley)
- Brittany Hobson (Marissa Tunney)
- Brenda Matthews (Hilary Anders)
- Jordan Connor (Stan Park)
- Enid-Ray Adams (Darlene Mundy)
- Artine Brown (Vince Cropper)
- Chris Shields (Security Guard)
- Meghan Gardiner (Alison Germain)
- Kennifer Angeli (Gigi Durst)

### Épisode 4:Cherchez la femme
- États-Unis /  Canada : 12 février 2015 sur FOX / Citytv
- Belgique : 7 octobre 2018 sur RTL-TVI

- États-Unis : 4,39 millions de téléspectateurs[5] (première diffusion)

- Sarah Chalke (Amy Gazanian)
- Rizwan Manji (Dr Deb Chaman)
- Victor Ayala (Jason Rose)
- Amy Pietz (Christina Rose)
- David Figlioli (David Kettering)
- Robbin Fox (Young Woman)
- Paul Anthony (Marcus Lester)
- Ash Lee (Henry Han)
- Tammy Hui (Lindsay Han)
- Jeff Schwartz (Auctioneer)
- Zahra Anderson (Oversight Committee Member)
- Craig Erickson (Wayne Combs)
- Jerome Velinsky (Guy)

### Épisode 5:Prédateur
- États-Unis /  Canada : 19 février 2015 sur FOX / Citytv
- Belgique : 14 octobre 2018 sur RTL-TVI

- États-Unis : 3,54 millions de téléspectateurs[6] (première diffusion)

- Catherine Lough Haggquist (Detective Francis Dunne)
- Amy Stewart (Jennifer Lennox)
- Fred Koehler (Wesley Lewis)
- Richard Keats (Spencer Morrow)
- Kaylee Bryant (Amber)
- Leigh Bourque (Talia Lennox)
- Fiona Hogan (en) (Principal Larsen)
- Brandon Meyer (Claudio Moretti)
- Shayn Solberg (Derrick Cotton)
- Donny Lucas (Eric Ashby)
- Cate Sproule (Harper)
- Valerie Tian (Bethany)
- Alison Wandzura (FBI Agent Cottler)
- Maddie Phillips (Lacy Siddon)
- Marrett Green (News Reporter)

### Épisode 6:Chinoiseries
- États-Unis /  Canada : 26 février 2015 sur FOX / Citytv
- Belgique : 21 octobre 2018 sur RTL-TVI

- États-Unis : 3,81 millions de téléspectateurs[7] (première diffusion)

- Terry Chen (Dominic Chan)
- Mikey Foy (Albert Reid)
- Mark Daugherty (Jimmy Fei)
- Michael B. Silver (Agent Jacob Cole)
- Camille Chen (Celia Gu)
- Judi Shekoni (Lady Mah)
- Michael D. Cohen (Tiny)

### Épisode 7:Le shérif
- États-Unis /  Canada : 5 mars 2015 sur FOX / Citytv
- Belgique : 28 octobre 2018 sur RTL-TVI

- États-Unis : 3,90 millions de téléspectateurs[8] (première diffusion)

- Sarah Chalke (Amy Gazanian)
- Robert Forster (Sheriff Blue Backstrom)
- Merrin Dungey (Eleanor Deering)
- Alex Carter (Jim Klassen)
- Christina Tessier (Sanford Einhorn)
- Amitai Marmorstein (Graeme Hellman)
- Catherine Michaud (Sabine Weiss)
- Adam Beach (Captain Jessie Rocha)
- Ronald Patrick Thompson (Harlan Brand)

### Épisode 8:Backstrom percute
- États-Unis /  Canada : 26 mars 2015 sur FOX / Citytv
- Belgique : 4 novembre 2018 sur RTL-TVI

- États-Unis : 3,58 millions de téléspectateurs[9] (première diffusion)

- Sarah Chalke (Amy Gazanian)
- Rizwan Manji (Dr Deb Chaman)
- Michael Reilly Burke (Donald Sampson)
- Katharine Leonard (Meredith Vender)
- Keegan Connor Tracy (Cristin Kelly)
- Jessica Harmon (Nurse Brittany Gottman)
- Assaf Cohen (Dr Daniel Bai)
- Chris Payne Gilber (Tad Taymor)
- Kehli O'Byrne (Vanessa Taymor)
- Peter Benson (Nate Kelly)
- Mike Kovac (Jim)
- Darcy Laurie (Noel Ross)
- Kristen Ross (Debbie Sampson)
- Thomas Newman (Mr. Vender)
- Joel Semande (Scion)
- Kelly Konno (Choreographer)

### Épisode 9:L'inéluctable vérité
- États-Unis /  Canada: 2 avril 2015 sur FOX / Citytv
- Belgique : 11 novembre 2018 sur RTL-TVI

- États-Unis : 3,16 millions de téléspectateurs[10] (première diffusion)

- Lolita Davidovich (Louise « Lou » Finster)
- Benjamin Hollingsworth (ADA Steven Kines)
- Faran Tahir (Dr Alan Kobrine)
- Kamran Fulleylove (Sebastian)
- Garrett Black (Drew Carver)
- Brent McLaren (Chris Borden)
- Catherine Jack (Mindi Grundig)
- Hannah Levien (Lara Hausberg)
- Matt Ellis (Matt English)
- Paula Newsome (Jill Chapin)
- Evan Frayne (Ron Fournier)
- Jennifer Kitchen (Sarah McMurray)
- Nelson Leis (Woody)
- Jim Frederick Dreichel (Dante Trippi)

### Épisode 10:Point de rose sans épine
- États-Unis /  Canada: 9 avril 2015 sur FOX / Citytv
- Belgique : 18 novembre 2018 sur RTL-TVI

- États-Unis : 3,29 millions de téléspectateurs[11] (première diffusion)

- Benjamin Hollingsworth (ADA Steven Kines)
- Lindsay Kraft (Claire McGrail)
- Theo Borders (Dmitri Green)
- Frank Collison (Norman Gilman)
- John Fleck (Dr Morton Fleck)
- Hiro Kanagawa (Judge Hillerman)
- Kristen Robek (Attorney Nancy Landers)
- Tayana Forrest (Larissa Moscovitz)
- Kerry O'Malley (Janet Larimer)
- Calum Worthy (Joshua Larimer)
- Ann Cusack (Sandy Hale-Cooper)
- Rebecca Rifai (Sexy Svetlana)

### Épisode 11:Voyeur, voyeur
- États-Unis /  Canada: 16 avril 2015 sur FOX / Citytv
- Belgique : 25 novembre 2018 sur RTL-TVI

- États-Unis : 3,39 millions de téléspectateurs[12] (première diffusion)

- Ray Santiago (Moss Brady)
- Ever Carradine (Lucy Harms)
- Haley Webb (Virginia Anderson)
- Nathan Dales (Timothy Fitch)
- Tara Buck (Arianna Fitch)
- Ian Tracey (Julien Gaynor)

### Épisode 12:À la fraternité
- États-Unis /  Canada: 23 avril 2015 sur FOX / Citytv
- Belgique : 2 décembre 2018 sur RTL-TVI

- États-Unis : 3 millions de téléspectateurs[13] (première diffusion)

- Sarah Chalke (Amy Gazanian)
- Adam Beach (Captain Jesse Rocha)
- David Alpay (Arthur Towne)
- Colby French (Hank Altano)
- Rusty Schwimmer (Analeigh Kee)
- Yan Feldman (Zane Backman)
- Rafael Feldman (Ali Backman)
- Malcolm Stewart (Ernest Jacomb)
- Jim Frederick Dreichel (Dante Trippi)

### Épisode 13:Crimes et châtiments
- États-Unis /  Canada: 30 avril 2015 sur FOX[14] / Citytv
- Belgique : 9 décembre 2018 sur RTL-TVI

- États-Unis : 2,8 millions de téléspectateurs [15] (première diffusion)

- Sarah Chalke (Amy Gazanian)
- Robert Forster (Sheriff Blue Backstrom)
- Lolita Davidovich (Louise « Lou » Finster)
- Adam Beach (Captain Jesse Rocha)
- Inga Cadranel (Chief Anna Cervantes)
- Rizwan Manji (Dr Deb Chaman)
- Gregory Cruz (Edgar Norwest)
- Aubrey Deeker (Dale Kritko)
- Dale Dickey (Judge Nunn)